# Leavenworthia texana
Leavenworthia texana là một loài thực vật có hoa trong họ Cải. Loài này được Mahler mô tả khoa học đầu tiên năm 1987.